# صوفيا هويرتا
صوفيا هويرتا (بالإنجليزية: Sofia Huerta)‏ (14 ديسمبر 1992 ببويسي في الولايات المتحدة - ) هي لاعبة كرة قدم أمريكية في مركز الهجوم. شاركت مع منتخب المكسيك تحت 20 سنة للسيدات لكرة القدم ‏ ومنتخب الولايات المتحدة تحت 20 سنة للسيدات لكرة القدم ومنتخب المكسيك لكرة القدم للسيدات. أما مع النوادي، فقد لعبت مع شيكاغو رد ستارز.

## وصلات خارجية
- صوفيا هويرتا على موقع الاتحاد الدولي (مؤرشف)  (الإنجليزية)
- صوفيا هويرتا على موقع قاعدة بيانات كرة القدم.إي يو (الإنجليزية)
- صوفيا هويرتا على موقع Soccerway.com (الإنجليزية)
- صوفيا هويرتا على موقع عالم كرة القدم.نت (الإنجليزية)